# 愛知・名古屋 戦争に関する資料館
愛知・名古屋 戦争に関する資料館（あいち・なごや せんそうにかんするしりょうかん）は、愛知県名古屋市中区丸の内三丁目に所在する博物館。

## 概要

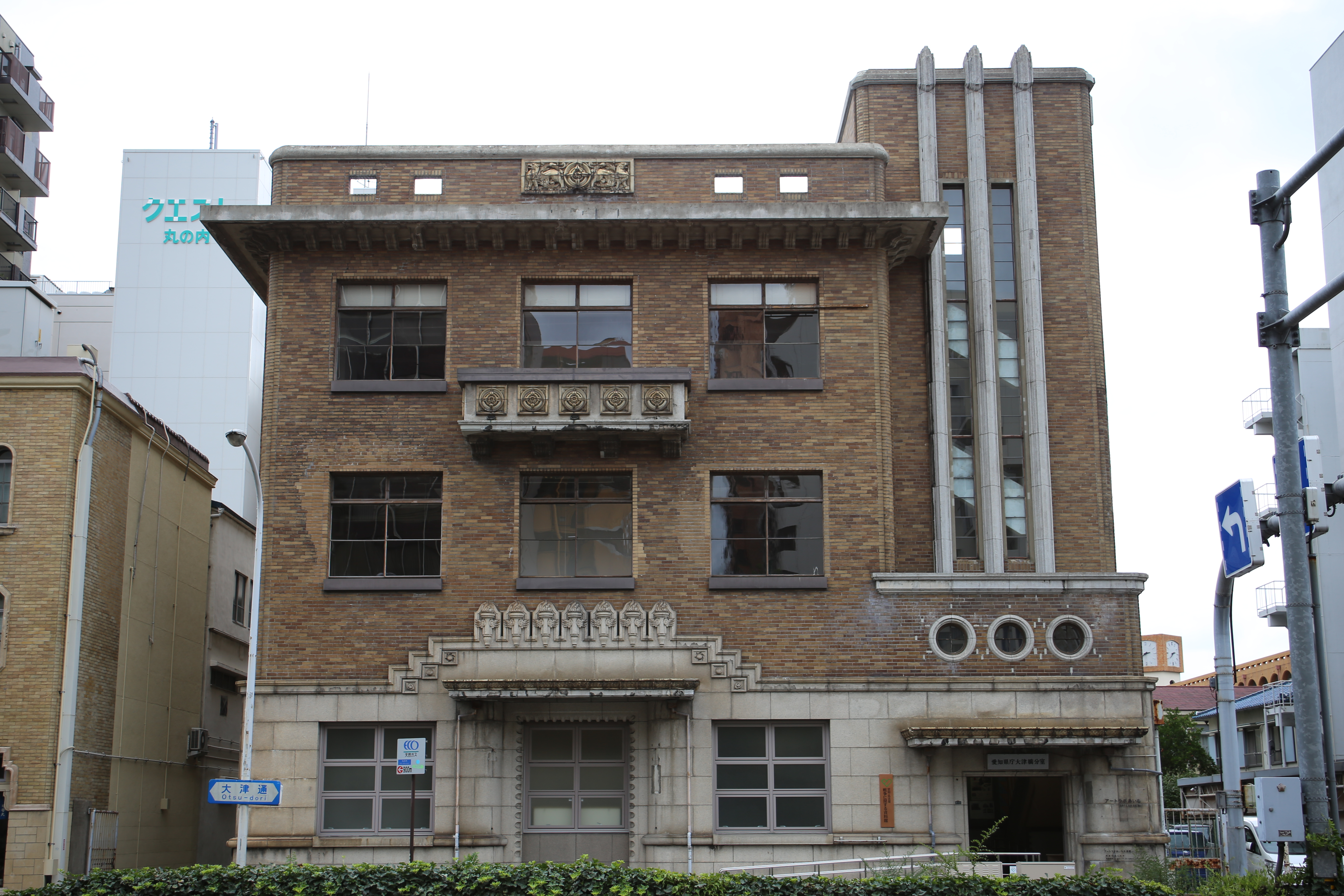
資料館が入居する愛知県庁大津橋分室（2015年8月）

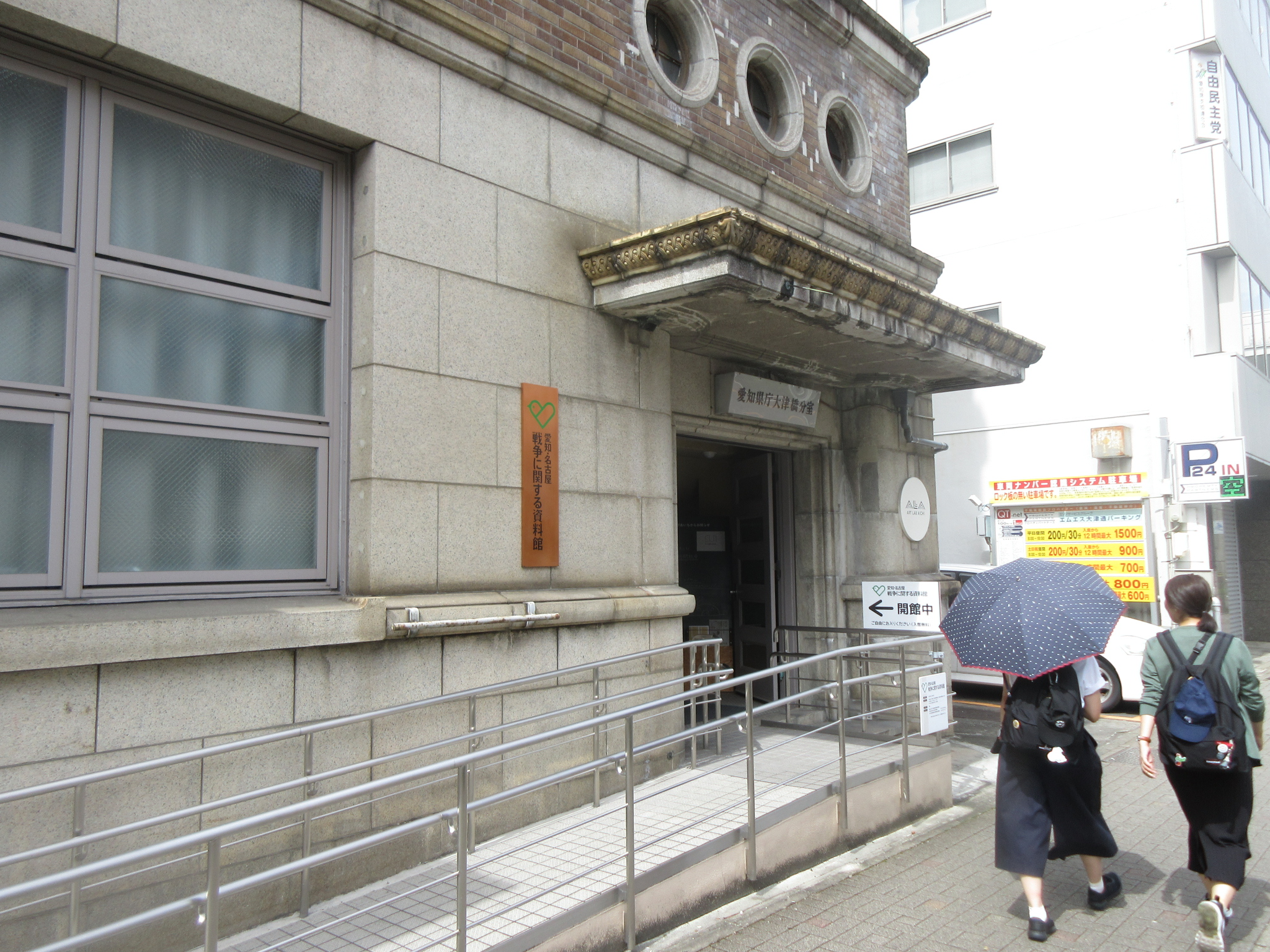
入口

愛知県および名古屋市が共同で設立した「戦争に関する資料館運営協議会」により運営される。館内では愛知県民の戦争体験および戦争に関する地域史を主軸とした展示が行われ、戦争による教訓や平和の大切さを伝えることを主な目的としている。
- 開館時間 - 10時から16時[1]
- 休館日 - 月曜日および火曜日（ただし、祝日であれば開館）・年末年始[1]
- 入館料 - 無料[1]

## 収蔵資料
収蔵資料は、「戦争に関わる地域史」「県民の戦争体験Ⅰ・Ⅱ」「戦後の地域史」と、4つのカテゴリに分類され、その一部は公式サイト上においても公開されている。